# 가와지마정
가와지마정(일본어: 川島町 가와지마마치[*])은 일본 사이타마현 중부에 있는 히키군의 정이다.
중심 산업은 농업이지만 수도권 중앙 연락 자동차도(겐오 자동차도)의 인터체인지가 개통해 상업의 새로운 발전이 기대되고 있다. 현재 인접하는 가와고에시와의 합병 계획이 부상하고 있다.

## 지리
정내는 아라카와강과 아라카와 수계 하천 유역에서 아라카와 저지를 이루고 이를 살린 농업이 번성하며 전원 지대가 펼쳐져 있다. 구 가도를 따라 국도 254호 옛 길가를 중심으로 주택이 많아지고 있고 최근에는 인접 자치체의 가와고에역이나 와카바역 등의 근처에 신흥 주택 단지나 공장도 개발되고 있다.

## 역사
- 1954년 11월 3일 - 나카야마촌, 이구사촌, 미오노야촌, 데마루촌, 야쓰호촌, 오미노촌이 합병해 가와지마촌이 되었다.
- 1972년 11월 3일 - 정으로 승격하였다.

## 인구
| 연도 | 인구   | ±%     |
| ---- | ------ | ------ |
| 1920 | 15,255 | —      |
| 1930 | 15,216 | −0.3%  |
| 1940 | 15,794 | +3.8%  |
| 1950 | 18,014 | +14.1% |
| 1960 | 16,443 | −8.7%  |
| 1970 | 15,049 | −8.5%  |
| 1980 | 17,393 | +15.6% |
| 1990 | 21,946 | +26.2% |
| 2000 | 23,322 | +6.3%  |
| 2010 | 22,092 | −5.3%  |

## 교통

### 도로
- 겐오 자동차도
- 국도 254호선